# Termoareometr
Termoareometr – termodensymetr, rodzaj areometru, który podaje gęstość płynu i jednocześnie dzięki wbudowanemu termometrowi informuje o temperaturze płynu. Temperatura, jako czynnik wpływający na gęstość cieczy, jest parametrem wpływającym na wartość pomiaru. W większości cieczy ze wzrostem temperatury następuje rozszerzenie się i spadek gęstości roztworu. Dlatego badane ciecze ogrzewa się lub chłodzi do standardowej temperatury (z reguły 20 °C, choć np. lekkie paliwa schładza się do 15 °C, aby uniknąć ich parowania). W przypadku bardzo lotnych cieczy lub cieczy zawierających domieszkę bardzo lotnych substancji (np. eter etylowy), w celu uniknięcia zmiany ich składu w trakcie pomiaru, używa się szczelnego pojemnika o zmiennej objętości z ruchomym tłokiem lub piknometru. Użycie termoareometru pozwala na precyzyjniejsze niż w przypadku zwykłego areometru określenie gęstości przy wykorzystaniu tabeli korygującej jego wskazania w danej temperaturze dla danego roztworu.